# 全缘楼梯草
全缘楼梯草（学名：Elatostema integrifolium）为荨麻科楼梯草属下的一个种。

## 扩展阅读
- 維基物種上的相關：全缘楼梯草